# دان بارك
دان بارك (بالسويدية: Dan Park)‏ هو فنان سويدي، ولد في 4 مايو 1968.

## وصلات خارجية
- دان بارك على موقع IMDb (الإنجليزية)